# 弱美男英雄Class 2
《弱美男英雄Class 2》（韓語：약한영웅 Class 2）是Netflix於2025年4月25日上线公开的原创韩国剧集，改编自NAVER同名漫画，亦是2022年wavve原创剧集《弱美男英雄Class 1》的续集，前作的制作团队在该剧中延续合作，《D.P：逃兵追緝令》系列的导演韓峻熹担任企划和制作总管，柳秀敏继续担任编剧和导演，《犯罪都市4》导演许明行任动作指导。

## 剧情概要
该剧讲述为了朋友而对抗暴力，但最终没能守护朋友而留下心理创伤的模范生連始垠转学到银章高中后，因为不能再失去朋友而选择与更强大的暴力对抗时发生的凄惨的生存记和灿烂的成长故事。

## 演员阵容

### 主要人物
- 朴志訓 饰演 連始垠[5]

帶著創傷轉入銀章高中的模範生，為了不再失去朋友，決定對抗更強大的暴力。
- 厲雲（童年：鄭賢俊[6]） 饰演 朴厚敏[7]

正義感強烈、有著堅定的信念，在結識了珍貴的朋友之後，成長為一位與暴力抗爭的人。
- 崔民英 饰演 徐俊泰[8]

比任何人都弱，但看到連始垠勇敢站出來對抗暴力，也產生了戰鬥的勇氣。
- 李敏宰 饰演 高贤度[8]

厚敏的摯友，是個意志與行動力很強的人。
- 劉秀彬 饰演 崔孝滿[9]

銀章高中的情報來源，典型的欺善怕惡的人。崔孝滿想加入不良少年聯盟，但連始垠從中作梗，導致對他產生了敵意。
- 裴奈拏（童年：徐允赫[10]） 饰演 那白真[8]

與日高中學生，頭腦聰明，格鬥技巧高超，是不良少年聯盟的領袖並不斷威脅厚敏及他的朋友。
- 李濬榮 饰演 金成帝[11]

講學高中學生，不想屬於任何地方、任何人、只為尋找樂趣而四處遊蕩的自由靈魂。看似是那白真最親近的人，負責管理聯盟內的各個學校。

### 其他人物
- 尹鍾彬 飾演 都聖木

連城高中學生，不良少年聯盟成員。
- 李明路 飾演 白東河

連城高中學生，不良少年聯盟成員。
- 孫甫昇 飾演 石南高中大猩猩

被那白真認定為聯盟成員的對象，並透過朴厚敏加入。

### 特别出演
- 曹政奭 飾演 崔昌熙[12]

黑道中人，經營保齡球館及摩托車盜賣，吸收那白真當手下為他洗錢。
- 全裴修 飾演 朴填鐵

厚敏的父親，經營炸雞店。
- 孔賢珠 飾演 連始垠的母親[13]

在忙碌的日常生活中，試圖與疏遠的兒子彌補差距。

### 友情出演
- 崔顯旭 飾演 安修豪
- 紅炅 飾演 吳範碩

## 原聲帶
| 曲序     | 曲目                 | 演唱     | 时长  |
| -------- | -------------------- | -------- | ----- |
| 1.       | Revenge time（본때） | 許成炫   | 2:51  |
| 2.       | Answer               | Benzamin | 3:34  |
| 3.       | Mind（마음）         | Meego    | 3:21  |
| 4.       | BUZZ                 | Benzamin | 2:46  |
| 5.       | Awakening            | Die Boy  | 5:10  |
| 总时长： | 总时长：             | 总时长： | 17:42 |

## 迴響
根據OTT平台排名網站FlixPatrol的統計，本劇開局良好，公開僅一天，就登上Netflix電視節目類別全球第二。在韓國、越南、泰國、馬來西亞、新加坡、菲律賓等22個國家奪冠，並在美國排名第三、法國排名第二，證明了其在海外的人氣。4月第四週（4月21日至4月27日）以610萬觀看次數位居非英語電視節目第1位。5月第一週（4月28日至5月4日）以640萬觀看次數位居非英語電視節目第2位。5月第二週（5月5日至5月11日）以240萬觀看次數位居非英語電視節目第4位。

## 獎項榮譽
| 年度 | 頒獎典禮          | 獎項                | 入圍者 | 結果 | 參     |
| ---- | ----------------- | ------------------- | ------ | ---- | ------ |
| 2025 | 第4屆青龍系列大獎 | 電視劇部門 男配角獎 | 李濬榮 | 提名 | [ 19 ] |